# Vernois-lès-Belvoir
Vernois-lès-Belvoir é uma comuna francesa na região administrativa de Borgonha-Franco-Condado, no departamento de Doubs. Estende-se por uma área de 4,68 km². Em 2010 a comuna tinha 61 habitantes (densidade: 13 hab./km²).